# Luga
För andra betydelser, se Luga (olika betydelser).

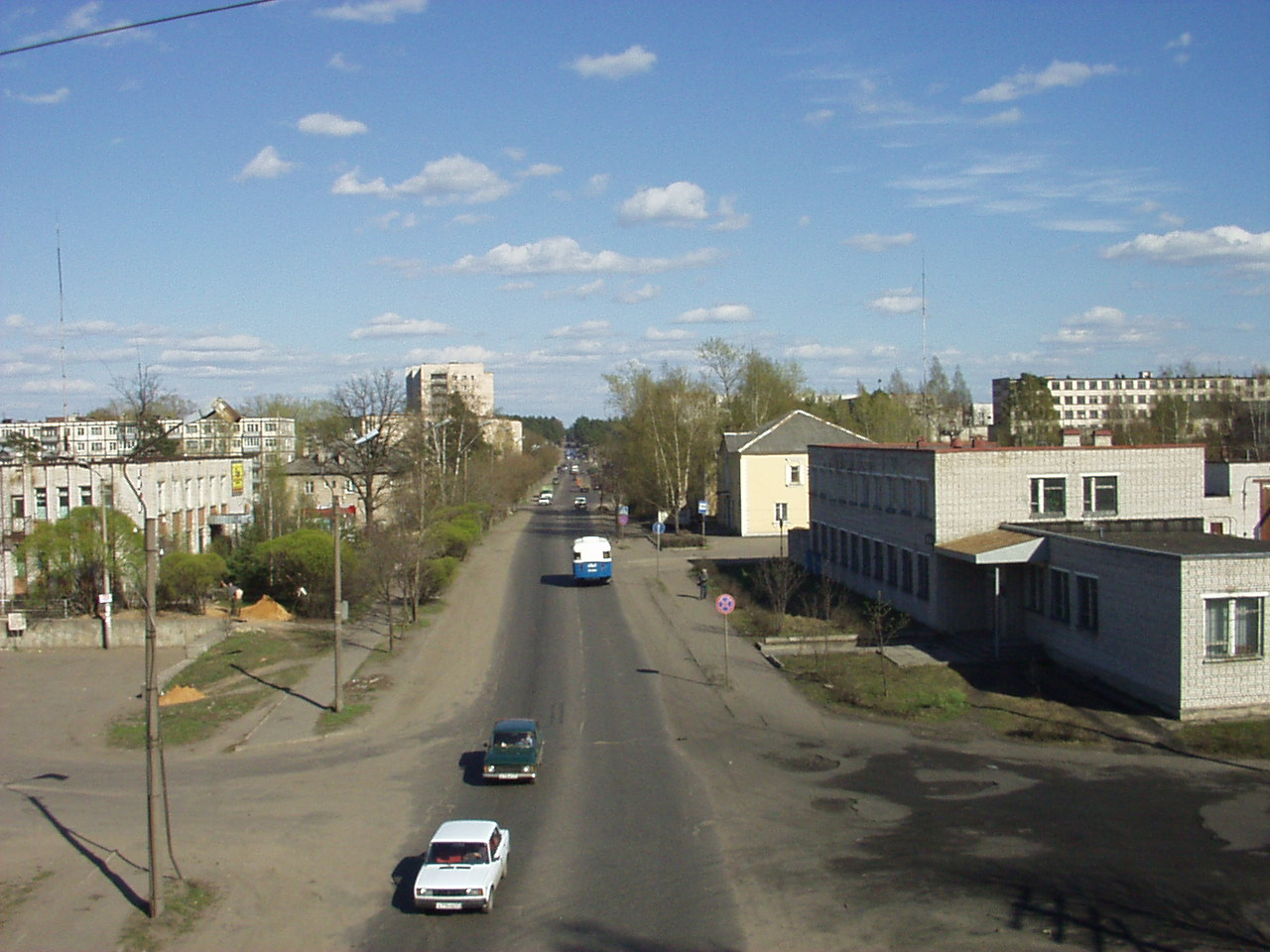
Luga.

Luga (ryska: Лу́га; finska: Ylä-Laukaa eller Laukaa; votiska: Laugaz) är en stad i Leningrad oblast i västra Ryssland, belägen vid floden Luga, 140 kilometer söder om Sankt Petersburg. Staden hade 36 496 invånare i början av 2015. Staden är administrativ huvudort för distriktet Luzjskij.
Luga grundades på stranden av floden med samma namn på order av Katarina den stora den 3 augusti 1777. Staden spelade en avgörande roll i andra världskriget.